# The Ancient Art of War at Sea
The Ancient Art of War at Sea is een computerspel ontwikkeld door Evryware en uitgebacht door Brøderbund Software in 1987. Het spel is de opvolger van The Ancient Art of War.

## Spel
De speler voert een vloot van schepen aan en dient enkele zeeslagen te bevechten. Het spel speelt zich af op het einde van de 18e eeuw.
Types van schepen die de speler aanvoert, zijn fregatten, koopvaardijschepen, linieschepen en vlaggenschepen.
Er zijn zes missies die elk een eigen strategie hebben.  Vijf missies zijn gebaseerd op gevechten tegen historische figuren:
- Alonzo Pérez de Guzmán el Bueno
- Maarten Harpertszoon Tromp
- Zwartbaard
- John Paul Jones
- Horatio Nelson

De zesde missie is tegen de fictieve tegenstander Thor Foote.